# Villa Atamisqui
Villa Atamisqui is een plaats in het Argentijnse bestuurlijke gebied Atamisqui in de provincie Santiago del Estero. De plaats telt 3.605 inwoners.